# مارغريت دوروثي لويز دانيلز
مارغريت دوروثي لويز دانيلز (بالإنجليزية: Margaret Dorothy Louise Daniels)‏ هي راقصة باليه نيوزيلندية، ولدت في 1 أغسطس 1916، وتوفيت في 27 يونيو 1981.